# 支持体
支持体（しじたい、Support）とは、絵画の塗膜を支える平坦な物体である。本来は塗装の用語であり、これは絵画が塗装の特殊な一形態であることを物語っている。地塗りを施す場合もあれば、地塗りを施さない場合もある。基底材とも言う。

## 概要
支持体は絵を支える物体であり、絵画との関係の中でこれまで様々なものが試されてきた。古くは石や地面が支持体となり、絵画の概念や技術が進歩するに従い、木、紙、布など様々なもので試されるようになった。

### 代表的な支持体
- 布（綿、大麻、亜麻、合成繊維など）
- 紙（和紙、西洋紙、ケント紙、厚紙など）
- 革（羊皮紙、豚、牛など）
- 木（合板、ボード類など）
- 金属板（銅、ステンレス、鉄、真鍮など）
- 石版、ガラス板、壁

支持体は金属板とガラス板などを除いて、すべて多孔質の物体である。布や紙、木などは繊維質でその間に絵具がしみ込む。

### 要求される性能
支持体に求められる性能は絵具の接着が良いこと、優れた発色をすることである。更に支持体の上で伸びが良い、つまり描きやすければなお良い。それ自体の耐久性も必要とされる。絵画が保存されることを望まれるものである限り、これは変わらない。
このような特性を成立させるため、多くの場合支持体に直接描画するのではなく、絶縁や地塗りといった、必要な処理が施される。地塗りは支持体が多くの場合多孔質であることから、組織の間に絵具が入り込み耐久性が損なわれるのを防ぐ目的と、地塗り自体が組織の間に入り込み、支持体と絵具の仲立ちをすることによって堅牢な画面を形成する目的、さらに表面の凹凸を整え、肌理・テクスチャを追求し易くする目的がある。極端に平滑な画面には絵具が定着し難く、剥離などの問題を起こすため避けられる。

## 処理の方法
方法は絵画の技法によってそれぞれ大きく異なるが、一般的な例を挙げる。

### フレスコ
フレスコでは支持体の漆喰によって顔料が画面の上に定着する。これはいわば支持体を固着材としてしまう方法である。この場合はレンガ壁のようなしっかりとした支持体に、荒い漆喰から目の細かい漆喰へと乾かないうちに塗り重ね、さらに乾かないうちに絵を制作してしまうことによって、漆喰の乾燥とともに顔料を定着させ、強固な画面を作り出す。フレスコ画は非常な長期間の保存にも耐える。

### テンペラ
古典的な卵テンペラ絵の具の場合、固着材が水で薄めた卵黄であり、顔料を含めた塗膜も薄く脆いため、支持体にはほどほどの吸水性と色の白さが求められる。伝統的には木の板の上にヤニを食い止め、継ぎ目を消すための布を貼り、膠液で練ったボローニャ石膏を刷毛で塗り重ねる。特に平滑な画面を求める場合は、石膏を塗った面を鋼の板で研ぎ出す処置を行うこともある。

### 水彩
水彩では、紙あるいは絹布を用いる。あらかじめ紙（絹布）の上に礬水（膠と明礬と水を混ぜ合わせた水溶液）やカゼインの薄い膜をはって目止め（礬水引き）すれば、滲みを抑えることが出来る。
紙は一方の面が水に濡れるとその面の繊維が乾燥時に収縮し、反り返る性質がある。製作中にそういったことが起こらないように木のパネルにわざと濡らした紙を水張りテープで張り、乾燥させて濡れた状態と乾燥した状態でゆがみが起きることを防ぐ水張りという処置もある。

### 油彩
油彩では多くの場合、布によるキャンバスや木の板で作られたパネルを用いる。油を媒材としているため、油中の遊離脂肪酸が空気中の成分と反応し、支持体に処置をしないと状態によってはひと月ほどで塗膜が崩れることもある。多くは膠で支持体と下地の間に層を作り、さらに下地を施し堅牢な塗膜を作り出す。堅牢な塗膜を作り出すために、画面の表面から内側に向かって成分が浸透するように下地や塗り重ねる油絵具の成分を調整することもある。

### アクリル絵具
アクリル絵具は支持体への固着性が強く、乾燥後は固着材自体で強靱な耐水性の塗膜を形成する。そのため伝統的な絵具ほどは支持体を選ばない。しかし、ガラスや金属のように極度に平滑で吸水性のない支持体、木材のようにあとで滲み出して画面を汚損する可能性のある成分を含む支持体では、下塗り用の塗料を別途必要とする。また、表面の状態によっては下塗りをしても十分な効果が得られない場合がある。